# FK Lokomotiv 1929 Sofia
Lokomotiv Sofia (Bulgaars: ПФК Локомотив София) is een voetbalclub uit de Bulgaarse hoofdstad Sofia. De club werd in 1929 opgericht als ZSK Sofia en onderging al enkele naamsveranderingen. In 1969 fusioneerde de club met Slavia Sofia maar na 2 jaar gingen de clubs weer uit elkaar. Lokomotiv speelt in de schaduw van Levski Sofia en CSKA Sofia die beide erg succesvol zijn, ook Slavia Sofia heeft meer succes. Toch kon de club 4 keer landskampioen worden en 4 keer de beker binnen halen. In 2015 werd de club derde, maar werd uit de competitie gezet door financiële problemen. De club ging van start in de derde klasse, maar stopte daar na drie wedstrijden en werd ontbonden. 
Er werd een nieuw team opgericht FK Lokomotiv 1929 Sofia, dat in de vierde klasse van start ging. In 2016 ging het team in de Vtora Liga spelen. In 2021 promoveerde de club weer naar de hoogste klasse.

## Erelijst
- Landskampioen

1940, 1945, 1964, 1978
- Beker van Bulgarije

1948, 1953, 1982, 1995

## Naamsveranderingen
- 1929 — Opgericht als ZSK Sofia
- 1931 — Energia Sofia
- 1940 — SK Lokomotiv Sofia
- 1949 — DSO Torpedo Sofia
- 1951 — FD Lokomotiv Sofia
- 1969 — Fusie met FD Slavia Sofia in ZSK Slavia Sofia
- 1971 — Opheffing fusie, heropgericht als DFS Lokomotiv Sofia
- 1986 — FK Lokomotiv Sofia

## Eindklasseringen vanaf 1949
| 3 |

| 9 |

| 2 |

| 3 |

| 7 |

| 3 |

| 7 |

| 7 |

| 2 |

| 4 |

| 5 |

| 3 |

| 6 |

| 7 |

| 4 |

| 1 |

| 2 |

| 8 |

| 8 |

| 3 |

| 16 |

|  |

|  |

| 5 |

| 7 |

| 5 |

| 7 |

| 8 |

| 7 |

| 1 |

| 3 |

| 11 |

| 9 |

| 5 |

| 4 |

| 6 |

| 4 |

| 9 |

| 4 |

| 5 |

| 8 |

| 5 |

| 4 |

| 8 |

| 5 |

| 11 |

| 2 |

| 3 |

| 7 |

| 9 |

| 4 |

| 9 |

| 8 |

| 8 |

| 10 |

| 9 |

| 6 |

| 4 |

| 3 |

| 3 |

| 5 |

| 4 |

| 4 |

| 13 |

| 12 |

| 10 |

| 3 |

| 1 |

| 6 |

| 2 |

| 8 |

| 4 |

| 2 |

| 11 |

| 9 |

| 12 |

| 10 |

| Parva Liga/A Grupa | Vtora Liga/B Grupa | Treta Liga/V AFG | A OFG Regionaal |

## In Europa
Lokomotiv Sofia speelt sinds 1958 in diverse Europese competities. Hieronder staan de competities en in welke seizoenen de club deelnam:
- Europacup I (2x)

1964/65, 1978/79
- Europa League (1x)

2011/12
- Europacup II (3x)

1977/78, 1982/83, 1995/96
- UEFA Cup (7x)

1979/80, 1985/86, 1987/88, 1996/97, 2006/07, 2007/08, 2008/09
- Donau Cup (1x)

1958

## Bekende (oud-)spelers
- Christo Jovov
- Kiril Metkov
- Raoul Ngadrira